# Saint-Aignan, Ardennes

Saint-Aignan este o comună în departamentul Ardennes din nordul Franței. În 1 ianuarie 2022 avea o populație de 151 de locuitori.